# Étienne Éthaire
Étienne Éthaire, né à Liège en 1973, est un écrivain belge.

## Biographie
Romaniste et historien du cinéma, Étienne Éthaire commence par réaliser quelques courts métrages pour les Ateliers des jeunes cinéastes (AJC !) et le GSARA à la fin des années 1980. Ensuite, il se consacre aux voyages et à la critique de cinéma, métier qu'il exerce alors pour le compte du journal Le Matin et pour diverses revues spécialisées.
En 2003, il publie La Langoureuse, son premier roman, qui a obtenu un prix d'aide à l'édition du Fonds national de la Littérature, aux Éditions du Somnambule équivoque. Les thèmes principaux en sont l'anorexie et le déséquilibre au sein de la cellule familiale. Cette "pure fiction, selon les mots de l'auteur reçoit un excellent accueil critique, En 2004, il publie Alissia Lone, un deuxième roman qui aborde le délicat thème du viol. Tout le roman est vu à travers ce qui se passe dans la tête d'une jeune femme pendant l'acte barbare. La Langoureuse et Alissia Lone ont la particularité, pour un auteur masculin, d'être écrits au « je féminin ». De nouveaux articles de presse saluent le processus d'identification et le roman est mis en avant par le Conseil de la Jeunesse.

En 2006, paraît Casting, un docu-fiction sur les actrices qui font l'histoire et la géographie du cinéma. Ce recueil nourri d'anecdotes personnelles, où se lisent des portraits d'Elodie Bouchez, Sylvie Testud, Louise Brooks, Lauren Bacall et bien d'autres, adopte un point de vue cinéphile. 

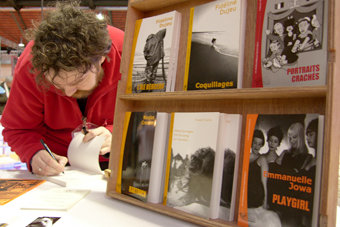
Sur le stand des Editions du Somnambule Equivoque.

En 2007, Étienne Ethaire change complètement de registre et surprend sur un terrain où on ne l'attendait pas: celui du Standard de Liège. La Tribu des Rouches brosse le portrait impressionniste d'un club de football ardemment populaire. Pour ce documentaire sportif, l'éditeur Luc Pire annonce 10 000 ventes ce qui en fait un succès de librairie en Belgique.
En 2008, paraît Diva Siouxsie, aux Editions du Camion Blanc, maison spécialisée dans le rock. Éclectique, toujours passionné, Étienne Ethaire élargit son registre documentaire à la musique en signant cette biographie de Siouxsie, la rockeuse issue du punk. 
Une interview à lire sur le site d'Étienne Ethaire confie que les trois documentaires de 2006 - 2007 - 2008 constituent une trilogie dont le but est de fermer des parenthèses ouvertes dans l'enfance (La tribu des Rouches), l'adolescence (Diva Siouxsie) et les années estudiantines (Casting). Dans la même interview, l'écrivain annonce son désir de revenir à la fiction d'où il exclut toujours toute notion autobiographique pour se plonger dans des personnages féminins imaginaires.
En 2009, Étienne Éthaire revient aux fictions. Son roman Funérarium aborde, à travers les pensées intimes du personnage principal, le choc que constitue la perte d'un père aimé. Le récit, qui se déroule durant les quatre jours qui séparent le décès de l'enterrement, pose la question des adieux à nos proches. Malgré la noirceur du récit, pointe un humour un rien cynique.

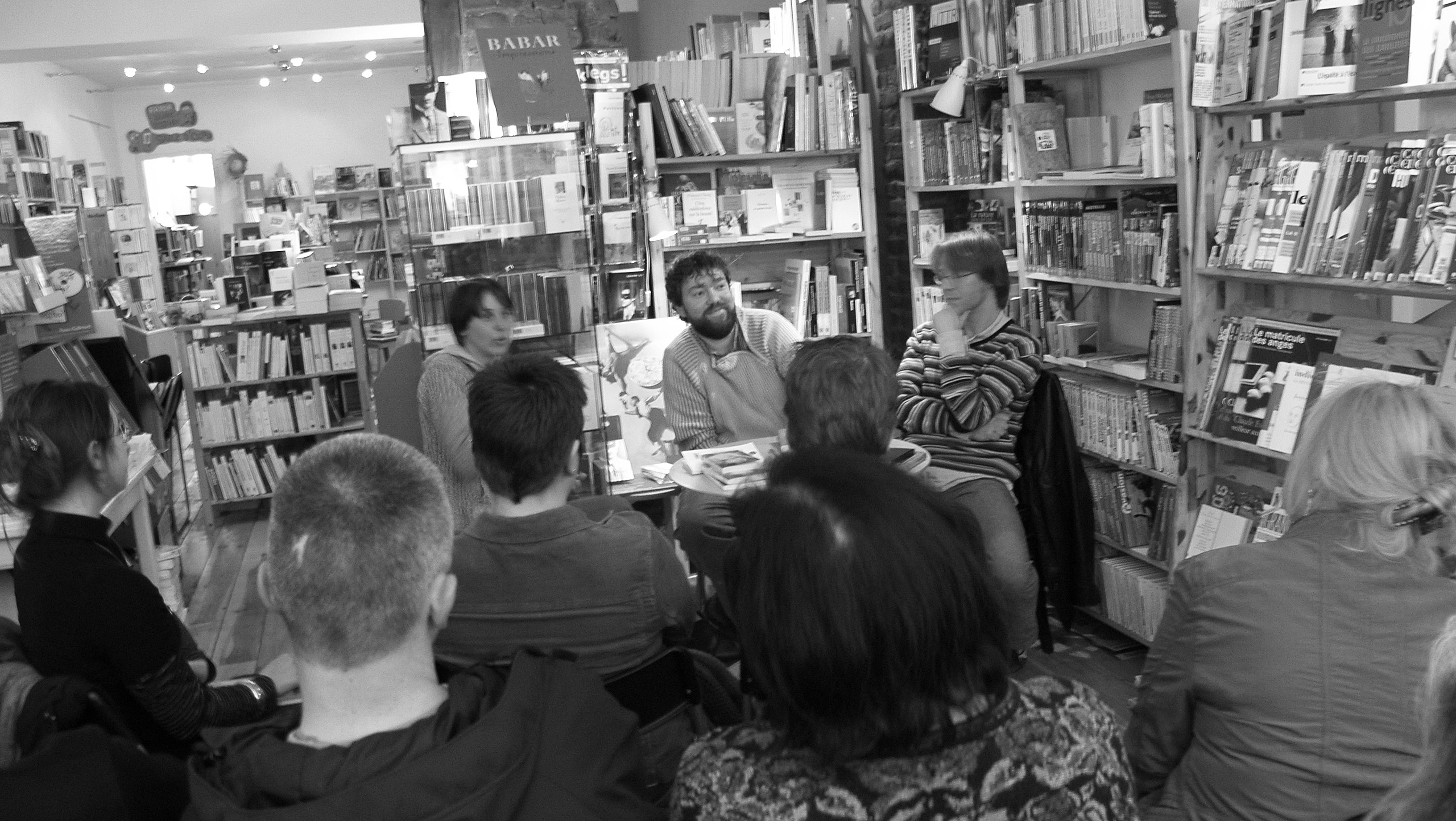
Rencontre littéraire à Liège, librairie Livre aux Trésors, de gauche à droite : Christine Aventin, Étienne Éthaire, Pascal Leclercq.

En 2011, l'écrivain consacre une biographie musicale à une autre légende du rock, Patti Smith, fille de Rimbaud, qui paraît à nouveau aux Editions du Camion Blanc.
En 2013, la ville de Liège lui rend hommage. Il se trouve parmi les visages connus de la fresque consacrée aux personnalités culturelles de la ville de Liège. La fresque a été commanditée par l'asbl Palissart et est composée de photos portraits réalisés par Samuel Nicolaï. Lors de l'inauguration, il déclare vouloir prendre du recul avec la littérature et se consacrer aux échecs et aux voyages.

## Œuvres
- 2003 : La Langoureuse, Éditions Le Somnambule équivoque
- 2004 : Alissia Lone, Éd. du Somnambule équivoque
- 2006 : Casting, Éd. du Somnambule équivoque
- 2007 : La Tribu des Rouches, Éd. Luc Pire
- 2008 : Diva Siouxsie, Éd. Camion Blanc
- 2009 : Funérarium, Éd. du Somnambule équivoque
- 2011 : Patti Smith, fille de Rimbaud, Éd. Camion Blanc